# Sławomir Siwek
Sławomir Adam Siwek (ur. 11 października 1950 w Warszawie) – polski polityk, dziennikarz, publicysta, poseł na Sejm I kadencji.

## Życiorys
Ukończył w 1975 studia z zakresu ekonomiki produkcji w Szkole Głównej Planowania i Statystyki. Pracował jako dziennikarz w dzienniku „Słowo Powszechne”. W 1980 organizował struktury NSZZ „Solidarność”, kierował komisją zakładową związku. W 1981 był redaktorem naczelnym „Ilustrowanego Tygodnika Katolików Zorza”, zasiadł też w zarządzie oddziału SDP. Po wprowadzeniu stanu wojennego zatrudniony jako zastępca redaktora naczelnego periodyku „Królów Apostołów”. Był też w latach 80. doradcą w sekretariacie Konferencji Episkopatu Polski i rzecznikiem prasowym komitetu organizacyjnego Fundacji Rolniczej. Publikował także w prasie katolickiej.
Na początku lat 90. był sekretarzem stanu w Kancelarii Prezydenta Lecha Wałęsy. Od 1991 do 1993 sprawował mandat posła na Sejm I kadencji z listy POC z listy ogólnopolskiej kandydatów w okręgu chełmsko-zamojskim. Był współzałożycielem i do 1995 prezesem zarządu Fundacji Prasowej „Solidarność” wydającej przez pewien czas m.in. „Express Wieczorny”. Następnie kierował wydawnictwem TR Obserwator. W latach 2006–2009 był członkiem zarządu TVP.
Należał do Porozumienia Centrum, od 2001 związany z Prawem i Sprawiedliwością.
3 lipca 2009 wybrany przez radę nadzorczą na prezesa zarządu Telewizji Polskiej w miejsce pełniącego obowiązki Piotra Farfała, jednak sąd rejestrowy w I instancji odmówił jednak dokonania jego wpisu do KRS, uznając uchwały rady nadzorczej za nieistniejące. W 2010 stanął na czele rady Fundacji Solidarna Wieś.

## Odznaczenia
- Krzyż Oficerski Orderu Odrodzenia Polski (2014)[3]
- Srebrny Krzyż Zasługi (2001)[4]